# Hal Tidrick
Howard Benjamin Tidrick, detto Hal (4 agosto 1915 – Decatur, 1º aprile 1974), è stato un cestista statunitense, professionista nella NBL e nella BAA.

## Carriera
Frequenta il Washington Collage e il Jefferson College, dove per meriti sportivi riesce a posticipare il suo reclutamento da parte dell'esercito statunitense. Solo due semestri successivi è costretto a prestare servizio presso l'Army Air Corps a Dayton Wright Field, date le complicazioni del conflitto bellico europeo. Tidrick ha fatto due apparizioni con squadre indipendenti di Dayton nel torneo mondiale di basket professionistico a Chicago. Per tutto lo svolgimento della seconda guerra mondiale non fu impiegato in campo, restando di riserva in reparto medico. Dopo la guerra, Tidrick ha trascorso due stagioni nella National Basketball League, dove è stato il capocannoniere del Toledo in entrambe le stagioni.

## Palmarès
- All-NBL Second Team (1947)
- All Tournament Second Team WPBT (1943)